# IOTA (criptovaluta)
IOTA è un progetto open-source, che consiste in un token crittografico, di nuova generazione, già distribuito, quindi non minabile.

## Caratteristiche
È una criptovaluta focalizzata a fornire comunicazioni e forme di pagamento sicure tra le macchine nel contesto dell'internet delle cose. Il progetto organizza le informazioni sulle transazioni in una struttura detta "tangle", ossia un grafo aciclico diretto, anziché nella tradizionale blockchain. 
Con il tangle, ogni transazione, per essere inserita in modo corretto, deve validarne altre due precedenti, non ancora validate. Questo elimina di fatto la differenza tra utenti e minatori, presente con la blockchain, perché la validazione non è basata sulla competizione tra nodi, ma viene eseguita in modo distribuito e uniforme da tutti i partecipanti della rete. Questo porta a 2 risultati particolarmente significativi: 
1. IOTA è, in teoria, infinitamente scalabile, perché, all'aumentare del numero di transazioni, aumenta il numero di transazioni validate (ogni nuova transazione ne valida 2 precedenti). Nella blockchain invece, l'inserimento a velocità costante di un blocco alla blockchain, mediamente ogni 10 minuti[2], è di fatto un collo di bottiglia per le prestazioni della rete.
2. non sono state introdotte fee (commissioni) per le transazioni, in quanto ogni nodo partecipa allo stesso modo alla rete, senza competizione, e dunque, per mantenere un nodo, non vi è la necessità di investire in hardware sempre più costosi (come invece avviene per il mining della blockchain). In tal modo è stata la prima criptovaluta senza costi di transazione, con la quale è possibile trasferire qualunque importo senza commissioni.

IOTA è stata fondata nel 2015 da David Sønstebø, Sergey Ivancheglo, Dominik Schiener, e Dr. Serguei Popov. Nell'estate del 2016 è in fase beta di test. A dicembre 2017 la capitalizzazione di mercato di IOTA è stata di oltre 12 miliardi di dollari statunitensi, rendendola la 4ª criptovaluta al mondo per capitalizzazione.
A differenza dei circa 21.000.000 di Bitcoin minati e minabili complessivamente, ci sono 2.779.530.283.277.761 IOTA in circolazione, già tutti distribuiti. Dato l'attuale cambio rispetto alle valute fiat, l'unità di misura ricorrente per riferirsi alla criptovaluta non è lo stesso IOTA, ma il MIOTA, ossia un milione di Iota.
Il progetto Iota collabora attualmente con Ubuntu/Canonical, Innogy, Microsoft, Cisco, Foxconn, Bosch e altre aziende. La IOTA Foundation sta sviluppando modelli di microstransazioni per il mercato delle telecomunicazioni, con Microsoft collabora alla piattaforma Azure e con Cisco, Foxconn e Bosch ha cofondato la Trusted IoT Alliance.

## Concetto
Generalmente il concetto stesso di criptovaluta implica la decentralizzazione della stessa. Tuttavia dietro molte coin fra cui le principali Bitcoin, Ethereum e Litecoin ci sono pool di utenti definiti "miner" che hanno il compito di minare nuove unità e approvare transazioni delle rispettive criptovalute. Ciò comporta, in contraddizione al principio di valuta elettronica una centralizzazione del controllo delle valute.
Con il progetto IOTA si ovvia a questi problemi, difatti viene meno la figura del miner, in quanto tutte le unità sono state rilasciate nella fornitura iniziale. Inoltre IOTA è davvero una moneta decentralizzata, infatti per effettuare ogni transazione, è necessario convalidarne altre due attraverso il software con cui si accede al proprio wallet privato, quindi tecnicamente tutti gli utenti sono essi stessi miner che effettuano operazioni simili al mining ogni talvolta che richiedono nuove transazioni. Ne consegue che IOTA non ha costi di commissione nelle transazioni.

## Storia
- 2015: IOTA è stata creata da David Sønstebø, Sergey Ivancheglo, Dominik Schiener e Dr. Serguei Popov.
- Giugno 2016: IOTA inizia i primi test beta.
- Luglio 2017: IOTA è inserita nella lista delle valute scambiate dall'Exchange Bitfinex .
- 9 novembre 2017: Sopra Steria annuncia una partnership con IOTA all'interno di un progetto volto ad aumentare la sicurezza dei dispositivi dell'Internet of Things.

## Unità
La più piccola unità della valuta IOTA è lo Iota. Tuttavia attualmente vengono utilizzati prevalentemente i suoi multipli indicati dai prefissi stabiliti dal sistema metrico decimale e seguiti dalla parola Iota. Il multiplo attualmente più utilizzato (2017) è il MegaIota.
Di seguito si riportano i multipli di maggiore interesse per questa criptovaluta.
| Iota     | = 1 Iota  | = 1i  | = 1i                     |
| KiloIota | = 1 Kiota | = 1Ki | = 1.000i                 |
| MegaIota | = 1 Miota | = 1Mi | = 1.000.000i             |
| GigaIota | = 1 Giota | = 1Gi | = 1.000.000.000i         |
| TeraIota | = 1 Tiota | = 1Ti | = 1.000.000.000.000i     |
| PetaIota | = 1 Piota | = 1Pi | = 1.000.000.000.000.000i |

## IOTA Foundation
La Fondazione IOTA è stata registrata in Germania come una società senza scopo di lucro che coordina e finanzia gli sviluppi del progetto IOTA. A partire dal novembre 2017, la Fondazione ha destinato 100 milioni di dollari per promuoverne il progetto.

## Exchange (scambio con altre valute)
Iota si può trovare sui seguenti exchange: Crypto.com, Bitvavo, Bitfinex, Binance, CoinSpot, IQOption e CoinFalcon, dove è scambiabile soltanto con dollari statunitensi, bitcoin ed ethereum, oltre a determinati token (CTN nel caso di IQOption). Dal 2018 è anche disponibile su Bitpanda, dove è scambiabile direttamente con Euro.